# Gerhard Reuscher
Gerhard Reuscher (* 2. April 1929 in Halle (Saale)) ist ein deutscher Wirtschaftswissenschaftler und ehemaliger Hochschullehrer.

## Leben und Werk
Gerhard Reuscher stammt aus der preußischen Provinz Sachsen, studierte und promovierte 1961 an der Martin-Luther-Universität Halle-Wittenberg zum Dr. rer. oec. 1962 wurde er Dozent für Volkswirtschaftslehre und Volkswirtschaftsplanung an der Martin-Luther-Universität Halle-Wittenberg. Ein Jahr später erschien seine Dissertation in überarbeiteter Fassung unter dem Titel Die Planung der individuellen Konsumtion mit Hilfe von Wirtschaftsrechnungen der Werktätigen beim Verlag Die Wirtschaft in Berlin in Druck. 1967 habilitierte er sich an genannter Universität.

## Schriften (Auswahl)
- Die Bedeutung der Statistik der Wirtschaftsrechnungen für die Verbesserung der Planung und Bilanzierung in der Deutschen Demokratischen Republik. Halle 1961.
- Die Planung der individuellen Konsumtion mit Hilfe von Wirtschaftsrechnungen der Werktätigen. Berlin 1963.
- Untersuchungen zur langfristigen territorialen Bilanzierung und Modellierung des Verbrauchs der Bevölkerung. Halle 1967.
- Gliederung, Übersichten und Darstellungen zur Planung von Wissenschaft und Technik. Halle 1974.
- Sozialistische Volkswirtschaft. Fachschullehrbuch. Berlin 1977.
- (Hrsg.): Die weitere Ausgestaltung der materiellen Bilanzierung. Halle (Saale) 1989.